# عكرش
العِكْرِش  أو رجل القط (باللاتينية: Aeluropus) جنس نباتي يتبع الفصيلة النجيلية ويضم عدة أنواع.

## من أنواعهالواطنةفيالوطن العربي
- العكرش الساحلي (باللاتينية: Aeluropus littoralis)
- عكرش قصير (باللاتينية: Aeluropus lagopoides) في المشرق العربي ووادي النيل والمغرب العربي وتركيا والقوقاز وصقلية
- عكرش قصير الأوراق (باللاتينية: Aeluropus brevifolius)

## من أنواعه الأخرى
- العكرش الشائك (باللاتينية: Aeluropus pungens)